# RJ45

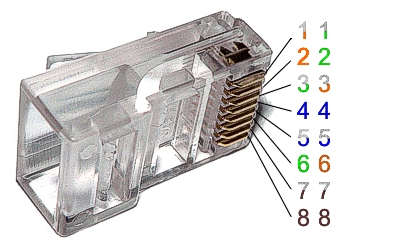
Коннектор (з'єднувач) 8P8C (або RJ-45).

RJ45 — фізичний інтерфейс, що є одним з засобів з'єднання комп'ютерних мереж за допомогою витої пари. Використовується при створенні мереж за допомогою мережевих комутаторів, або раніше — для з'єднання двох комп'ютерів між їхніми мережевими картами.

## Історична плутанина
Термін «RJ-45» помилково використовується для назви модульного роз'єма і відповідно коннектора 8P8C, які застосовуються повсякденно в комп'ютерних мережах. Взагалі-то, роз'єми RJ-45S (8P4C з ключом) та 8P8C не повністю сумісні один з одним — через ключ у роз'ємі RJ-45S. Коннектори 8P8C можуть підключатися до розеток RJ-45S, але обернена операція неможлива. Проте через те, що роз'єми зовні дуже схожі, дехто з людей, що перейшли від телефонної мережі до комп'ютерної, почали помилково називати безключові 8P8C роз'єми «RJ-45», що теж не відповідає оригінальній назві, і така плутанина згодом прижилася.

## Схеми обтиску коннектора для роз′єму
Існують дві схеми з'єднання коннекторів 8P8C з витою парою:
1.
комп'ютер — комп'ютер — в цьому випадку використовується стандарт EIA/TIA-568B з одного боку та EIA/TIA-568A з іншого. Такий кабель зветься перехресним (англ. crossover). Наразі ця схема давно застаріла і завдяки дешевим мережевим комутаторам на практиці не використовується.
2.
комп'ютер — мережевий комутатор — в цьому випадку використовується однаковий стандарт (частіше за все EIA/TIA-568B) з обох боків кабелю.
|   | EIA/TIA-568B      | EIA/TIA-568A      |
| - | ----------------- | ----------------- |
| 1 | Біло-Помаранчевий | Біло-Зелений      |
| 2 | Помаранчевий      | Зелений           |
| 3 | Біло-Зелений      | Біло-Помаранчевий |
| 4 | Синій             | Синій             |
| 5 | Біло-Синій        | Біло-Синій        |
| 6 | Зелений           | Помаранчевий      |
| 7 | Біло-Коричневий   | Біло-Коричневий   |
| 8 | Коричневий        | Коричневий        |